# 杉田久女
杉田 久女（すぎた ひさじょ、1890年（明治23年）5月30日 - 1946年（昭和21年）1月21日）は、鹿児島県出身の日本の俳人。本名は杉田 久（すぎた ひさ）。高浜虚子に師事。長谷川かな女、竹下しづの女とともに、近代俳句における最初期の女性俳人で、男性に劣らぬ格調の高さと華やかさのある句で知られた。家庭内の不和、師である虚子との確執など、その悲劇的な人生はたびたび小説の素材になった。

## 生涯
大蔵省書記官・赤堀廉蔵と妻・さよの三女として鹿児島県鹿児島市で生まれる。父の転勤に伴い、12歳になるまで沖縄県那覇市、台湾嘉義県、ついで台北市と移住して過ごす。1908年（明治41年）、東京女子高等師範学校附属高等女学校（現・お茶の水女子大学附属中学校・お茶の水女子大学附属高等学校）を卒業。
1909年（明治42年）、旧制小倉中学（現・福岡県立小倉高等学校）の美術教師で画家の杉田宇内と結婚。夫・宇内は愛知県小原村（現・豊田市）で代々庄屋を務めた素封家の跡取りで、東京美術学校（現・東京芸術大学）を卒業。芸術家との結婚は、久女の憧れだった。夫の任地である福岡県小倉市（現・北九州市）に移る。
1911年（明治44年）長女の昌子が誕生（後の俳人石昌子、石一郎の妻）。1916年（大正5年）次女の光子が誕生。この年、次兄で俳人の赤堀月蟾が久女の家に寄宿し、この時に兄より俳句の手ほどきを受ける。それまで久女は小説家を志していた。『ホトトギス』に投句を始め、1917年（大正6年）ホトトギス1月号に初めて出句。この年5月に飯島みさ子邸での句会で初めて高浜虚子に出会う。画を描かなくなった夫との生活に失望する反面、虚子への崇敬を高めていき頭角を現すようになる。
1920年（大正9年）、腎臓病を患い離婚話が持ち上がるが、夫の同意が得られず、家庭不和の一因となった俳句を一時中断する。1922年（大正11年）夫婦揃って洗礼を受けクリスチャンとなる。1931年（昭和6年）帝国風景院賞金賞20句に入選。1932年（昭和7年）3月、女性だけの俳誌『花衣』を創刊し主宰するが、5号で廃刊となった。同年10月、星野立子・本田あふひと共に女性初の『ホトトギス』同人となる。
久女は句集の出版を切望しており、虚子に序文を頼むために再三にわたって手紙を送り、上京もしたが黙殺された。1936年（昭和11年）には理由不明のまま、日野草城、吉岡禅寺洞とともに「ホトトギス」同人を除名される。以後は句作に没頭できず鬱々とした日々を過ごし心身を衰弱させた。1939年、全句を書き出して自選を行い俳人としての人生を総括。
1945年10月、太平洋戦争後の食料難により栄養障害を起こし福岡県立筑紫保養院に入院。1946年（昭和21年）1月21日、栄養障害に起因した腎臓病の悪化により同病院で死去。享年55歳。愛知県西加茂郡小原村（現・豊田市松名町）にある杉田家墓地に葬られた。戒名は無憂院釈久欣妙恒大姉。切望していた句集の出版は生前にはかなわず、死後に長女の石昌子によって『杉田久女句集』（1952年）などが刊行された。
1957年（昭和32年）長野県松本市の赤堀家墓地に分骨される。ここに記された「久女の墓」の墓碑銘は長女・昌子の依頼で虚子が筆を取った。

## 作品
- 足袋つぐやノラともならず教師妻
- 花衣ぬぐやまつはる紐いろ／＼
- 紫陽花に秋冷いたる信濃かな
- 朝顔や濁り初めたる市の空
- 谺して山ほととぎすほしいまゝ

などが代表句。ごく初期には女性の視点から日常生活の些事を観察したいわゆる「台所俳句」を詠んだが、やがて句柄の大きい、万葉調ともいえる浪漫的な句風に到達。虚子は死後編まれた『杉田久女句集』の序で、その作風を「清艶高華」と表現した。
「足袋つぐや」は、イプセンの『人形の家』を踏まえた句である（ノラはヒロインの名）。「ダイヤを捨て、馬車を捨て、芸術家の夫に嫁したが、一枚の画も描かず、田舎教師に堕してしまった」（橋本多佳子「久女のこと」）というのが久女の日ごろの嘆きであったが、かといってノラのように家を出ることもできない自分の境涯を顧みての句である。「花衣」は、虚子に「女の句として男子の模倣を許さぬ特別の位置」にあると賞賛された初期の代表作。「谺して」の句は風景院賞金賞の入選作で、英彦山に何度も登りようやく「ほしいまゝ」の座五を得たという。
「ホトトギス」除名後は「虚子ぎらひかな女嫌ひのひとへ帯」のような句も作ったが、終生虚子を慕い「ホトトギス」への投句を続けた。俳句のほかにも豊かな文学的教養に裏打ちされた随筆、小説、女性俳人研究なども残しており、これらも死後に長女によって刊行されている。

## 久女伝説
高浜虚子は『ホトトギス』1946年11月号において久女を「遂には常軌を逸するやうになり、所謂手がつけられぬ人になつて来た」と断定し、これは虚子による小説『国子の手紙』（1948年）の原型となった。さらに1952年10月に角川書店から刊行された『杉田久女句集』の序文で、虚子は「其の時分の久女さんの行動にやや不可解なものがあり、私はたやすくそれに応じなかつた。此の事は久女さんの心を焦立たせてその精神分裂の度を早めた」と記した。
俳壇の大御所であった虚子によるこれらの表現は、その後の「久女伝説」に決定的な影響を及ぼし、池上浩山人など俳壇関係者の間でも事実として受け入れられた。『国子の手紙』を参照した山本健吉は、1951年6月刊行の新書『現代俳句』上巻において、久女について「人と同ぜず、敵多く、功名心強く、性行常軌を逸し」「友人・親族・肉親にすら愛想をつかされ、孤独不遇のうちに死んだ。極度の神経衰弱であった」と述べ、客観的な証拠もないままに、高浜虚子の記述が事実として理解された。
高浜虚子がこのように久女を描いた理由について増田連は、『ホトトギス』から久女を除名したやましさに正当性を与えることにあった（久女が常軌を逸して手がつけられないから『ホトトギス』から除名したと言い繕うことが目的）と推測している。
高浜虚子の記述はその後の久女に取材したフィクション作品にも影響を及ぼし、松本清張の小説『菊枕』（1953年『文藝春秋』）、吉屋信子の小説『底のぬけた柄杓-私のみなかった人「杉田久女」』（1963年『小説新潮』、『底のぬけた柄杓 憂愁の俳人たち』新潮社、1964年）で題材とされた。テレビドラマでは『山ほととぎすほしいまま』（1964年、RKB毎日放送「近鉄金曜劇場」、秋元松代作、渡辺美佐子主演）、『台所の聖女』（1988年、NHK、田辺聖子原作、樹木希林主演）などが制作された。
高浜虚子の没後、増田連などにより進められた実証的研究では、『国子の手紙』をはじめ高浜虚子による久女関連の情報の真偽は疑問視されており、田辺聖子は評伝小説『花ごろもぬぐやまつわる･･･わが愛の杉田久女』（1987年）を発表し久女像の転換に大きく寄与した。現在では久女の実像を踏まえ、近代女性俳人の嚆矢としてその作品が評価されるようになっている。

## 著書
- 『久女句集』（角川書店 1952年）
- 『久女文集』石昌子編（私家版 1968年）
- 『杉田久女句集』石昌子編（角川書店 1969年）
- 『杉田久女遺墨』石昌子編（東門書屋 1980年）
- 『続・杉田久女遺墨』石昌子編（東門書屋 1992年）
- 『杉田久女全集』全2巻（立風書房 1989年）
- 『杉田久女　鑑賞秀句100句選』伊藤敬子編著（牧羊社 1991年）
- 『杉田久女の百句　久女の真実』伊藤敬子編著（ふらんす堂 2019年）、改訂版
- 『杉田久女随筆集』宇多喜代子編（講談社文芸文庫 2003年）
- 『杉田久女全句集』坂本宮尾編（角川ソフィア文庫 2023年）

## 関連文献
ここでは小説は除く。
- 増田連 『杉田久女ノート』 裏山書房、1978年
- 石昌子 『杉田久女』 東門書屋、1983年
- 湯本明子 『俳人杉田久女の世界』 本阿弥書店、1999年
- 米田利昭 『大正期の杉田久女』 沖積舎、2002年
- 坂本宮尾 『杉田久女』 富士見書房、2003年
- 増田連 『久女<探索>』 櫻の森通信社、2019